# Esabelle Dingizian
Esabelle Dingizian (armeniska: Իզապէլ Տինկիզեան) tidigare Esabelle Reshdouni, född 16 september 1962 i Bagdad i Irak, är en svensk politiker (miljöpartist). Hon var ordinarie riksdagsledamot 2006–2018, invald för Stockholms läns valkrets, och var riksdagens tredje vice talman 2014–2018.

## Biografi
Dingizian föddes i Irak som dotter till en armenisk affärsman. I mitten av 1960-talet flyttade familjen till Sverige och Malmö, där hon växte upp i bland annat stadsdelen Rosengård. Sedan början av 1990-talet är hon bosatt med sin familj i Botkyrka kommun i Stockholms län. Hon är syster till affärsmannen Greg Dingizian och sitter även i styrelsen tillsammans med honom i Adma Förvaltning.
Dingizian studerade mellan 2000 och 2002 humaniora och samhällsvetenskap på Södertörns högskola.

### Politiskt engagemang
Dingizian var Miljöpartiets ungdomspolitiska talesperson, där hon debatterade frågor som rör arbetslöshet, inkludering, representation och jämställdhet. Hon har skrivit flera debattartiklar inom dessa teman.
Hon drev även riksdagens jämställdhetsarbete i egenskap av riksdagens tredje vice talman. Arbetet genomfördes av en arbetsgrupp under ledning av Dingizian på uppdrag av riksdagsstyrelsen. Arbetsgruppen har bland annat tagit fram rapporten ”Jämställdheten i riksdagen – en enkätstudie” (maj 2016). Forskare från Uppsala universitet som genomförde undersökningen tillfrågade riksdagsledamöter hur de ser på förutsättningarna att genomföra sitt ledamotsuppdrag ur ett jämställdhetsperspektiv.

#### Politiska uppdrag (i urval)[5]
- 2006–2010 Suppleant i Arbetsmarknadsutskottet
- 2006–2010 Ledamot i Kulturutskottet
- 2006–2010 Suppleant i Valberedningen
- 2010–2014 Suppleant i Arbetsmarknadsutskottet
- 2010–2014 Suppleant i Utbildningsutskottet
- 2011–2014 Suppleant i Näringsutskottet
- 2011–2014 Suppleant i Valberedningen
- 2014–2018 Suppleant i Riksbanksfullmäktige
- 2014–2018 Ledamot i Styrelsen för Stiftelsen Riksbankens Jubileumsfond
- 2014–2018 Suppleant i Arbetsmarknadsutskottet
- 2014–2018 Ledamot i Valberedningen
- 2014–2018 Tredje vice talman i Kammaren

#### Politiska uppdrag utanför riksdagen (i urval)
- 1998–2010 Ledamot i kommunfullmäktige, Botkyrka kommun, Stockholms län
- 2002–2006 Ledamot, kommunstyrelsen, Botkyrka kommun, Stockholms län
- 2002–2006 Ledamot i landstingsfullmäktige, Stockholms läns landsting
- 2002–2006 Suppleant i hälso- och sjukvårdsutskottet, Stockholms läns landsting
- 2005–2006 Vice ordförande, barn- och ungdomsnämnden, Botkyrka kommun, Stockholms län
- 2006–2010 Vice ordförande i demokrati- och integrationsberedningen, Botkyrka kommun, Stockholms län
- 2010–     Innevarande mandat som ledamot i Stiftelsen Mångkulturellt Centrum